# Малочернятинська волость
Малочернятинська волость — адміністративно-територіальна одиниця Бердичівського повіту Київської губернії з центром у селі Малий Чернятин.
Станом на 1900 рік складалася з 12 поселень - 9 сіл, слободи, виселка та присілка. Населення — 11331 осіб (5707 чоловічої статі та 5624 — жіночої).
|                     | Площа, десятин | У тому числі орної, дес. |
| ------------------- | -------------- | ------------------------ |
| Сільських громад    | 7160           |                          |
| Приватної власності | 9770           |                          |
| Іншої власності     | 343            |                          |
| Загалом             | 17328          | 15770                    |

Основні поселення волості:
- Малий Чернятин — власницьке село за 52 версти від повітового міста, 1228 осіб, 177 дворів, православна церква, каплиця, церковно-парафіяльна школа, фельдшер, 3 кузні, 2 водяних і 2 вітряних млини, 3 соломорізки, казенна винна лавка.
- Варшиця — власницьке село за 63 версти від повітового міста, 897 осіб, 157 дворів, православна церква, каплиця, церковно-парафіяльна школа, вітряк, кузня, соломорізка.
- Великий Чернятин — власницьке село, 741 особа, 165 дворів, православна церква, каплиця, церковно-парафіяльна школа, водяний млин, вітряк, 2 кузні, 2 соломорізки та крупорушки при них.
- Котюжинці — власницьке село за 57 верст від повітового міста, 2287 осіб, 371 двір, православна церква, церковно-парафіяльна школа, 2 водяних млини, 3 кузні, .
- Курава — власницьке село, 1341 особа, 213 дворів, православна церква, каплиця, школа грамоти, громадський водяний млин, 6 вітряків, 2 кузні, 2 соломорізки.
- Лопатин — власницьке село, 815 осіб, 104 двори, каплиця, школа грамоти, 2 водяні млини, вітряк, кузня і соломорізка.
- Нова Гребля — власницьке село за 52 версти від повітового міста, 1628 осіб, 292 двори, православна церква, каплиця, церковно-парафіяльна школа, фельдшер, цукровий завод, вітряк, 5 кузень, 3 соломорізки і при нихкрупорушка і одна маслобійня з крупорушкою та соломорізкою.
- Овечаче — власницьке село, 1510 осіб, 270 дворів, православна церква, каплиця, церковно-парафіяльна школа, винокурений (спиртовий) завод, вітряк, 3 кузні, 2 крупорушки, соломорізка, казенна винна лавка.